# Riehen
Riehen ((ˈʀiəχə) en dialecte local) est une ville et une commune suisse du canton de Bâle-Ville.
Elle est limitrophe de la ville de Bâle au sud-ouest, sur la rive droite du Rhin. Commune huppée, elle est généralement comptée comme l'une des zones résidentielles les plus aisées de la Suisse du Nord-Ouest. Elle abrite entre autres la Fondation Beyeler, qui est le musée d'art le plus visité de Suisse.

## Géographie

### Situation

Vue aérienne (1951).

Riehen se trouve à 6 km à vol-d’oiseau au nord-est de Bâle et fait partie de la banlieue de la métropole rhénane. Si le centre historique donne l’impression d’un grand village, Riehen est l’une des communes les plus peuplées du nord-ouest de la Suisse, après Bâle, mais avant Aarau.
Le territoire de Riehen s'étend sur 10,86 km2. Lors du relevé de 2013-2018, les surfaces d'habitations et d'infrastructures représentaient 48,6 % de sa superficie, les surfaces agricoles 24,2 %, les surfaces boisées 25,2 % et les surfaces improductives 2,2 %.
La commune est presque entièrement entourée au nord par le Land allemand du Bade-Wurtemberg. Elle est traversée par la Wiese, qui, prenant sa source dans la Forêt-Noire, forme la vallée allemande du même nom. Le poste-frontière se situe sur la route principale conduisant à Lörrach.
Elle est reliée à la ville de Bettingen et de Sankt Chrischona par la rue Bettingerstrasse, c'est-à-dire la rue de Bettingen en allemand.
| Weil am Rhein (DE) | Lörrach (DE)         |                |
| Bâle               | Riehen               | Inzlingen (DE) |
| Birsfelden         | Grenzach-Wyhlen (DE) | Bettingen      |

### Transports
- Tram no 6 pour Bâle.

## Histoire
La région du grand coude rhénan - le Rhin commence sa descente dans le fossé d'effondrement entre Vosges et Forêt-Noire à l'époque quaternaire - est déjà habitée 3000 ans av. J.-C.
Les Rauraques qui dominent encore le sud de l'Alsace avant la Conquête romaine sont des populations celtisées et germanisées, à l'instar des Belges qui ne sont ni des Celtes (époque de la Tène) ni des Germains (mieux définis à l'époque antonine).
Au IVe siècle, des groupes Alamans participent déjà à la vie de la cité romaine d’Augusta Rauricorum, leurs frères guerriers se rendant maître d'une grande part des terres romaines abandonnées entre Rhin et Danube. Il est probable que la région bâloise sous protection alamanne possède encore une population à dominante gallo-romaine vers 455. Petit à petit, les groupes dominants alamans se soumettent et s'assimilent aux Francs conquérants.
Fuyant la pression fiscale, les populations paysannes dès le Bas-Empire et surtout à partir du VIe siècle, victimes de pandémies pesteuses et d'aléas climatiques sévères, désertent les campagnes. Ainsi le repeuplement autoritaire sous l'égide des Francs permet d'établir dans les campagnes des Alamans. Cette plèbe germanique, souvent servile, est d'abord attachée aux grands domaines. Le développement agricole sédentaire, mieux protégé par le cadre politique des bans dès la fin du VIIe siècle, permet l'essor des groupes familiaux de locuteurs alémaniques, qui englobent progressivement par alliance et assimilation les diverses autres populations rustiques.
La première mention du nom de Riehen date de 1113.
En 1270, Riehen est propriété de l'Évêché de Bâle. En 1522, la ville de Bâle achète le village à l'Évêché. Les grands domaines deviennent alors la terre d'élection des riches bourgeois bâlois qui y aménagent leurs résidences de campagne.
Depuis la séparation du canton de Bâle en demi-cantons, en 1833, Riehen appartient au demi-canton de Bâle-Ville.
Les grandes mutations apparaissent vers 1900 quand la réalisation du tramway permet de desservir le territoire communal le long du Rhin jusqu'à la frontière allemande. Riehen devient une simple banlieue moderne de Bâle. La population commence alors à croître de façon exponentielle, les promoteurs immobiliers vendent des parcelles de terrains à lotir ou pour le jardinage, des grands domaines sont démembrés.
Le transit par voie rhénane s'est accru fortement, appelant une importante main d'œuvre apte aux fonctions portuaires. À proximité du port de Auhafen et avant Birsfelden, sur l'autre rive du fleuve, les usines chimiques qui fabriquent colorants et autres spécialités de chimie organique, connaissent un puissant essor à la Belle Époque.
Durant la Seconde Guerre mondiale, Riehen, qui se trouve au nord du Rhin, est très sévèrement contrôlée par l'armée suisse. Cette intense activité incite une importante fraction de la population aisée, consciente de l'absence de défenses naturelles, à émigrer de Riehen vers l’intérieur de la Suisse.

## Jumelage
La commune est jumelée avec :
- Mutten (Suisse), dans le canton des Grisons ;
- Miercurea-Ciuc (Roumanie).

## Démographie

### Évolution de la population
Riehen compte 21 946 habitants au 31 décembre 2022 pour une densité de population de 2 021 hab/km2. Sur la période 2010-2019, sa population a augmenté de 4,1 % (canton : 5,9 % ; Suisse : 9,4 %).  

### Pyramide des âges
En 2020, le taux de personnes de moins de 30 ans s'élève à 28,9 %, similaire à la valeur cantonale (29,3 %). Le taux de personnes de plus de 60 ans est quant à lui de 32,2 %, alors qu'il est de 25,6 % au niveau cantonal.
La même année, la commune compte 10 305 hommes pour 11 400 femmes, soit un taux de 47,5 % d'hommes, inférieur à celui du canton (48,6 %).
| Hommes | Classe d’âge | Femmes |
| ------ | ------------ | ------ |
| 1,4    | 90 ans ou +  | 2,6    |
| 11,0   | 75 à 89 ans  | 14,4   |
| 17,3   | 60 à 74 ans  | 17,7   |
| 22,6   | 45 à 59 ans  | 22,5   |
| 16,0   | 30 à 44 ans  | 16,9   |
| 14,4   | 15 à 29 ans  | 11,4   |
| 17,3   | - de 14 ans  | 14,6   |

| Hommes | Classe d’âge | Femmes |
| ------ | ------------ | ------ |
| 0,9    | 90 ans ou +  | 2,2    |
| 7,3    | 75 à 89 ans  | 10,6   |
| 14,8   | 60 à 74 ans  | 15,4   |
| 21,1   | 45 à 59 ans  | 19,8   |
| 25,3   | 30 à 44 ans  | 23,9   |
| 16,2   | 15 à 29 ans  | 15,3   |
| 14,3   | - de 14 ans  | 12,8   |

## Économie
La population de Riehen est essentiellement pendulaire et participe à l’activité économique du Grand Bâle. Un centre de recherche pourrait s'implanter dans la commune de Riehen dans le cadre du projet « basel bio-electronic corridor ».

## Culture et patrimoine

### Patrimoine bâti
- Église paroissiale réformée Saint-Martin
- Église paroissiale Saint-François
- Église réformée Kornfeld
- Meierhof
- Klösterli
- Maison des baillis
- Maisons Wettstein (Musée du jouet)

### Musées
- La Fondation Beyeler, contenant des œuvres de Monet, Cézanne, Van Gogh, Picasso, Warhol, Roy Lichtenstein, Bacon
- Le Spielzeugmuseum, le musée du jouet.

### Personnalités
- Leonhard Euler (1707-1783), mathématicien, est né à Bâle mais a passé une partie de son enfance à Riehen.
- Niklaus Stoecklin, artiste peintre, né à Bâle en 1896, mort à Riehen en 1982.
- Josef Hügi (1930-1995), footballeur.
- Alain Claude Sulzer (1953-), romancier.
- Jacques Wildberger, compositeur.
- Monika Wyss (1959-), née à Bâle, première « prêtresse catholique » de Suisse.
- Paul Basilius Barth (1881-1955), peintre et dessinateur, né à Bâle puis qui fait construire son atelier à Riehen en 1935.